# Leptopyrgota gracilenta
Leptopyrgota gracilenta är en tvåvingeart som beskrevs av Georges Bernardi 1992. Leptopyrgota gracilenta ingår i släktet Leptopyrgota och familjen Pyrgotidae. Inga underarter finns listade i Catalogue of Life.